# 大運河 (電視劇)
《大運河》（英語：The Grand Canal）是香港電視廣播有限公司拍攝的大型古裝史詩式電視劇，曾前往中國陝西和東莞拍攝，是無綫電視早期第一批遠赴中国大陆取景的電視劇，全劇共60集，監製劉仕裕。此剧为1987年无线重头剧。
此劇共分為3部：第1部名為《風塵三俠》，第2部名為《瓦崗英雄》，第3部名為《逐鹿中原》。此劇曾於1988－1989年、1993年、2001年重播

## 故事大綱
隋朝年間隋煬帝楊廣（吳啟華飾）登基後，以殘暴不仁之手法治國，虬髯客（梁朝偉飾）等一眾群雄乃適時而起。虬髯客結識了李世民（劉青雲飾）、李靖（歐瑞偉飾）等一眾好漢，卻其後內讧而互相反目。

## 演員表

### 風塵三俠
| 演員   | 角色   | 關係/暱稱 |
| 梁朝偉 | 虬髯客 | 原名張三郎 「風塵三俠」之一 陳朝滅亡後，以商人的身份保護陳朝皇室後人，並對宣華夫人有意 後來加入瓦崗軍，隋朝滅亡後不容於唐室，與蘭陵公主遠走海外，成為扶餘國国主 多年後回國與李靖一家及李世民团聚 |
| 歐瑞偉 | 李 靖  | 「風塵三俠」之一 輔助李世民 與宣華夫人日久生情 紅拂女之夫 |
| 王綺琴 | 紅拂女 | 原名張出塵 「風塵三俠」之一 被楊素看上，但被楊素夫人看穿，被收為義女 李靖之妻 |

### 隋室（楊堅家族）
| 演員         | 角色     | 關係/暱稱 |
| 鮑 方        | 楊 堅    | 隋文帝 本愛民如子，可是生性糊塗，屢聽楊廣饞言，最終害死太子更被次子楊廣殺死。 |
| 李香琴       | 獨孤皇后 | 誤聽楊廣饞言，間接傷害楊勇，後得知楊廣的陰謀後被楊廣氣死 |
| 陳秀珠       | 陳美娘   | 宣華夫人 自幼與虬髯客相識，為保護其弟陳叔明委身下嫁楊堅，並委託虬髯客保護其弟。因知悉煬帝弒父殺兄的秘密，為揭發其暴行而出途，被楊素囚監後得李靖夫妻相救，因共渡危難而日久生情。後紅拂女被楊玄感所捉，為救紅拂女而犧牲自己以換取紅拂女自由。在楊素府中被楊素夫人誤會楊素金屋藏嬌，因而向煬帝告密，因此李湘兒被派到楊素府中並救走她，最後李湘兒與蘭陵公主相遇，大打出手其間宣華夫人被宇文述派遣的刺客殺死。 |
| 廖啟智       | 楊 勇    | 隋文帝楊堅之大太子，楊廣之兄，生性宅心仁厚，因水災私開糧倉救民而得罪楊堅，再被楊廣連番陷害而被奪儲君之位，最後被楊廣害死。 |
| 曾慧雲       | 元 妃    | 小名阿杏，楊勇之妻，被楊廣用緞帶勒死再駕禍太子楊勇. |
| 吳啟華       | 楊 廣    | 隋煬帝 楊堅之次子，楊勇之弟弟，生性狡詐多疑，處心積慮為奪儲君之位而多番陷害楊勇，後弒父殺兄奪位，在即位後極盡奢華，建大運河以供其享樂，不務朝政，視人命如草芥，最後楊廣在宇文化及造反時企圖逃走，終被宇文化及勒死。 |
| 寇鴻萍       | 蕭 妃    | 小名阿脂，楊廣之妻 |
| 陳玉蓮       | 蘭陵公主 | 小名阿五，楊堅的女兒，與虬髯客是歡喜冤家，屢次相救他。 |
| 楊子韜       | 彭公公   | 楊堅、楊廣身邊太監 |
| 吳家麗       | 袁玉芙   | 被楊廣利用，陷害楊勇 |
| 區嶽         | 忠孝王   | 楊堅死後企圖在朝中揭發楊廣弒父殺兄暴行，楊廣否認並污蔑他，最後忠孝王在朝堂上自盡身亡 |
| 薛春煒       | 楊俊     | 三太子，為救楊堅被陳叔明刺死 |
| 鄧汝超       | 楊秀     | 四太子，密謀與蘭陵揭穿弒父殺兄，被楊廣殺死 |
| 演員姓名待查 | 楊諒     | 六太子，蘭陵向他求助時被出賣，殺死小倩 |
| 梁淑兒       |          | 宮女 |
| 王詠儀       |          | 宮女 |
| 曹濟         | 常公公   | 幫助蘭陵公主 |
| 田永加       | 瀟湘劍客 | 蘭陵公主手下四大高手之一，後出賣蘭陵，投宇文化及。 |
| 朱鐵和       | 無名道人 | 蘭陵公主手下四大高手之一，蘭陵最信任的人，最後被暗算而死。 |
| 陳狄克       | 魔 力    | 蘭陵公主手下四大高手之一，被宇文化及派兵攻打而陣亡。(註:陳狄克演此劇是以"陳均榕"為名.) |
| 楊菁菁       | 柏麗絲   | 蘭陵公主手下四大高手之一，蘭陵公主被宇文化及派兵攻打，為保護蘭陵公主而犧牲。 |
| 楊炎棠       | 太 監    | 隨煬帝派到江都的太監，被宇文化及收買。 |

### 越王楊家（楊素）
| 演員   | 角色           | 關係/暱稱 |
| 劉 丹  | 楊 素          | 越王 囂張跋扈，擁兵自重，權傾朝野。楊堅死後，輔助楊廣奪位，企圖操控楊廣，為楊廣所忌。被楊廣施計激怒後意圖謀反被楊廣設計殺死。                     |
| 梁葆貞 | 楊素夫人鄭祁耶 | 隋皇室親戚，與獨孤皇后友好 由於楊素秘密收藏宣華夫人，以為楊素有外遇，於是有意無意將楊素的一切洩露給楊廣，於是被楊素毒死，楊素向楊廣奏報是急病而死 |
| 虞天偉 | 楊玄感         | 楊素之子，自以為是，不成大器，因輕敵攻打蟠龍山大敗，被楊廣借勢奪去兵權及收監。後為楊廣下令殺害，將其人頭送到楊素前，以激怒楊素。                  |
| 許建邦 | 楊玄庭         | 楊素之子，懦弱無能，與楊勇爭執後被宇文述派人殺死，以嫁禍楊勇                                                                                      |
| 葉麗霞 | 可兒           | 夫人丫環 |
| 孫季卿 | 管家           | 楊素被楊廣抄家時，挾持蘭陵公主欲殺出重圍 |

### 大唐
| 演員   | 角色     | 關係/暱稱 |
| 劉兆銘 | 李淵     | 唐高祖 楊勇、楊廣之表兄 |
| 吳岱融 | 李建成   | 李淵之長子，心高氣傲，妒忌及處處為難李世民，唐朝建立時獲封為皇太子 |
| 劉青雲 | 李世民   | 李淵之次子 唐朝建立時獲封為秦王、尚書令、陝西大行台 長孫無垢之夫，與虬髯客惺惺相惜，唐高祖即位後欲剷除虬髯客，但世民最終將他放走 |
| 曾華倩 | 長孫無垢 | 生性活潑可愛，常穿插在李世民，李元霸，虬髯客，蘭陵公主及瓦崗寨群雄之間，常捉弄其兄長孫無忌，歷史中是李世民之妻，但劇中沒有說明，而在劇中長孫無垢曾喜歡虬髯客                                                                             |
| 郭政鴻 | 李玄霸   | 李淵三子，天生神力，性格衝動，與長孫無垢感情要好，後被李密暗算殺害（註：郭政鴻演此劇時是以"郭錦雄"為名） |
| 關灼元 | 李元吉   | 李淵四子，資質平庸，與李建成聯成一線對付李世民，唐朝建立封齊王 |
| 秦 煌  | 程咬金   | 性格衝動有義氣，與秦瓊是難兄難弟，綽號"混世魔王"，加入二賢莊，後加入瓦崗寨，助李世民打江山，其妻兒被李密害死 |
| 陳榮峻 | 秦瓊     | 字叔寶，程咬金的鄰居，本為捕頭，被劉雄陷害走投無路，跟隨程咬金加入二賢莊，後加入瓦崗寨，助李世民打江山 |
| 駱應鈞 | 劉文静   | 李世民之謀士，曾因李靖是欽犯而為難他，及避免其與李世民會面。屢次留難虬髯客與蘭陵公主，後因偷聽到蘭陵公主向李世民表明合作條件為殺死劉文靜，被他向李淵獻計加害虬髯客二人，被蘭陵公主識破，並被他們挾持李淵，因此事導致李世民與虬髯客抉裂。 |
| 陶大宇 | 長孫無忌 | 長孫無垢之兄，李世民之大舅 |
| 何璧堅 | 長孫晟   | 長孫無忌，長孫無垢之父 |
| 黃思恩 | 子軒     | 李世民隨從，被派毒殺李密 |

### 瓦崗寨
| 演員     | 角色   | 關係/暱稱 |
| 陳榮峻   | 秦瓊   | 字叔寶，程咬金的鄰居，本為捕頭，被劉雄陷害走投無路，跟隨程咬金加入二賢莊，後加入瓦崗寨，助李世民打江山                                                      |
| 秦 煌    | 程咬金 | 性格衝動有義氣，與秦瓊是難兄難弟，綽號"混世魔王"，加入二賢莊，後加入瓦崗寨，助李世民打江山，其妻兒被李密害死                                                |
| 胡美儀   | 白牡丹 | 本為青樓女子，因孫道士之言，夢想做王妃，並鍾情陳叔明。後遭宇文惠及調戲時被程咬金所救，最後下嫁其為妻。李密派遺其妹李湘兒害死她，一屍兩命                    |
| 蘇杏璇   | 程 母  | 性格豪爽，贊成程咬金做山賊劫富濟貧. |
| 李成昌   | 單雄信 | 二賢莊大當家，重江湖義氣，收留落難的程咬金及秦瓊，二賢莊被焚後，轉在蟠龍山盤據，後再投靠瓦崗寨，一直為反隋事業盡心盡力，可惜被李密所利用，最後死於李密之手. |
| 關 菁    | 徐世勣 | 二賢莊軍師，略懂醫術，與單雄信投靠瓦崗寨領兵反隋. |
| 何貴林   | 王伯當 | 二賢莊二當家，與單雄信投靠瓦崗寨領兵反隋. |
| 歐陽震華 | 翟讓   | 瓦崗寨大寨主，謙卑好客，廣納賢士，後被李密害死，並嫁禍虬髯客。                                                                                              |
| 黄日華   | 李密   | 隋末群雄，混入瓦崗軍，實為隋朝探子營奸細。 絕招為在鞋底暗藏利刃，曾多次成功刺殺對手。 隋亡後企圖殺害虬髯客，反被虬髯客所殺。                                |

### 突厥
| 演員   | 角色     | 關係/暱稱                                                          |
| 江 全  | 啟民可汗 | 突厥可汗，先被宇文述指使暗殺楊勇，後被李密挑撥攻打大唐.            |
| 蘇漢生 | 咄吉王子 | 楊勇之好友，曾因親隋及劉雄的僭言而被軟禁，後因反對父皇攻唐而被軟禁 |

### 宇文家
| 演員     | 角色     | 關係/暱稱 |
| 藍 天    | 宇文述   | 宇文化及之父，煬帝心腹，助煬帝登位。化及殺隋煬帝自立為王，兵敗於李世民後，苦勸宇文化及收手反被刺傷，被李世民擒獲之後自殺. |
| 鄭君熾   | 宇文化及 | 殺死隋煬帝自立為王，兵敗於李世民後，發瘋刺傷父親，最後被叛將圍攻，無路可逃自殺而死.                                       |
| 姓名不詳 | 宇文惠及 | 宇文化及之弟，因當街調戲白牡丹，被程咬金誤殺                                                                              |

### 其他演員
| 演員         | 角色     | 關係/暱稱 |
| 鄭艷鳳       | 李湘兒   | 李密的妹妹，刁蠻任性，喜歡虬髯客。受楊廣垂青，賜名趣兒。被李密下毒以要狹虬髯客，最後反被李密所害。                                                                       |
| 王維德       | 陳叔明   | 南陳後人，宣華夫人的弟弟，失意時曾視白牡丹為知己，如成功復國便封其為王妃，但為人自視過高，有勇無謀，雖然虬髯客多番相救，但不認同虬髯客，最後獨自刺殺楊堅不遂，撞牆而亡。 |
| 光 毅        | 王世充   | 建造大運河的貪官 |
| 梁潔華       | 花素琴   | 宇文化及之妻，被楊廣看上要求留宿一晚，以致夫妻反目。 |
| 黎漢持       | 劉 雄    | 先後為南陳、啟民可汗效力，在南陳時曾鼓動陳後主殺害虬髯客全家。因目睹楊廣殺人滅口，被楊廣策反為楊廣效力，後同時為楊素之爪牙。後在楊素府第為虬髯客所殺。                   |
| 許紹雄       | 孫道士   | 虬髯客之親信兼謀士，屢助眾人脫險。 |
| 唐 佳        | 彭山老人 | 因王世充之父與他有恩，第一集受王世充之託刺殺虬髯客之隱世高手，最後欣賞虬髯客為民請命而放行。                                                                             |
| 許逸華       | 柳如烟   | 楊勇結交的歌姬。 |
| 馬慧玲       | 朱夫人   | 楊廣之姬妾 |
| 演員姓名待查 | 趙夫人   | 楊廣之姬妾 |
| 演員姓名待查 | 小倩     | 無名道人之義女，為替蘭陵試探六皇弟楊諒而死 |
| 徐新義       | 知府大人 | |
| 佩 雲        | 鴇母     | |
| 馬慶生       | 常大人   | |
| 博 君        | 馮將軍   | 被李靖挾持時出言揶揄李靖同時保護紅拂女與宣華夫人，齊人之福難享，令紅拂女誤會李靖喜歡宣華夫人，因而放走他。逃脫後帶兵追捕李靖等人。                                       |
| 黃一飛       | 胡將軍   | 受李密唆擺作反，挾持李建成，李元吉交給李世民 |
| 演員姓名待查 | 何將軍   | 受李密唆擺作反，挾持李建成，李元吉交給李世民 |
| 劉文俊       | 叛將     | 在宇文化及兵敗時將其圍攻，迫使其自殺。 |
| 劉文俊       | 亂民     | 唆擺竇建德作反 |
| 曾偉明       | 竇建德   | 反隋義士，原為建運河督軍，因不忍助紂為虐，殘害百姓，帶領亂民投靠翟讓。                                                                                                   |
| 徐廣林       | 李子通   | 反隋義士，為奪玉璽做大元帥互相猜忌。 |
| 陳國權       | 林士弘   | 反隋義士，為奪玉璽做大元帥互相猜忌。 |
| 駿 雄        | 劉武周   | 反隋義士，為奪玉璽做大元帥互相猜忌。 |
| 何廣倫       | 梁師都   | 反隋義士，為奪玉璽做大元帥互相猜忌。 |
| 陳玉麟       | 王妃     | 被李建成安排誣衊李淵私通 |
| 麥子雲       | 高君雅   | 楊廣親信，設計陷害李世民，反被捉拿，此事導致晉陽起兵 |
| 黎冠成       | 王威     | 楊廣親信，設計陷害李世民，反被捉拿，此事導致晉陽起兵 |
| 麥皓為       | 王長諧   | 鎮守潼關主帥，後投降李世民 |
| 梁少狄       | 呂將軍   | 鎮守潼關將領，圖謀作反 |
| 馬慶生       | 將軍     | 鎮守潼關將領，圖謀作反 |
| 談泉慶       | 將軍     | 鎮守潼關將領，圖謀作反 |
| 吳華山       | 郭將軍   | 楊素部下 |
| 黃思恩       | 車將軍   | 楊素部下 |
| 焦 雄        | 啞頭陀   | 李湘兒的師父 |
| 彭國樑       | 李督軍   | 建運河之督軍 |
| 石毅魂       | 掌柜     | 受蘭陵收買陷害瓦崗寨義士 |
| 曹 濟        | 陳員外   | 因賄賂王世充而豁免交出土地之人 |
| 陳立品       | 老婦     | 因無錢賄賂王世充而被掘祖墳之人 |
| 曾健明       | 使者     | 李密使者，送信予虬髯客，以令虬髯客停止進軍潼關。 |
| 馮瑞珍       | 大嬸     | |
| 鄭少萍       | 大嬸     | |
| 譚一清}      | 洪大人   | 接受虬髯客的非法走私絲綢賄賂，而讓其在牢房自行出入，被蘭陵捕捉。 |
| 譚一清       | 主持     | 李世民、李元霸、長孫無垢、劉文靜等人到其寺遊玩，並為李世民、劉文靜下棋擔任裁判                                                                                           |
| 吳瑞庭       | 捕快     | 接受虬髯客的非法走私絲綢賄賂，而讓其在牢房自行出入 |
| 凌禮文       | 太監     | 傳聖旨太監 |
| 李耀敬       | 奸細     | 被李密殺害滅口 |
| 曾楚霖       | 大夫     | |
| 石中玉       | 村民     | |
| 廖月然       | 村民     | |
| 陸應康       | 將軍     | |
| 薛純基       | 蒙面人   | 受劉雄指示，先強搶百姓嬰兒，再挑撥村民迫楊勇開糧倉 |
| 鮑偉亮       | 小頭目   | 不滿翟讓收留程咬金，秦瓊等人之兵馬，以致糧草短缺 |
| 何禮男       | 熊將軍   | 楊素部下，密謀兵變推翻楊廣 |
| 黎璧光       | 鄭成將軍 | 楊素部下，密謀兵變推翻楊廣 |
| 馮國         | 將軍     | 楊素部下，密謀兵變推翻楊廣 |
| 梁少狄       | 將軍     | 楊素部下，密謀兵變推翻楊廣 |
| 陳惠瑜       | 村民     | |
| 余慕蓮       | 村民     | |
| 容守怡       | 婦人     | 在瓦崗寨負責坎事的婦人 |
| 何鳳儀       |          | |
| 劉妙清       |          | |
| 葉燕華       |          | |
| 黃恩慈       |          | |
| 李慧芬       |          | |
| 曾贊安       |          | |
| 張志強       |          | |
| 李連壽       |          | |
| 張肇麟       |          | |
| 陳勉良       |          | |
| 李潔瑩       |          | |
| 黃宗賜       | 瓦崗兵   | |
| 林建新       | 瓦崗兵   | |
| 李錦棠       | 瓦崗兵   | |
| 連錦文       | 瓦崗兵   | |
| 袁震雨       |          | |
| 范秋生       |          | |
| 林鼎遠       |          | |
| 庚美莉       |          | |
| 陳漢明       |          | |
| 曹偉明       |          | |
| 林艾         |          | |
| 劉超凡       |          | |
| 李森         |          | |
| 韓麗芬       |          | |
| 羅麗娟       |          | |
| 馮志豐       |          | |
| 陳劍輝       |          | |
| 司徒志剛     |          | |
| 林忠榕       |          | |
| 陳淑誼       |          | |
| 梁潔芳       |          | |
| 張耀星       |          | |
| 麥樹燊       |          | |
| 杜兆津       |          | |
| 邱大鵬       |          | |

## 與史實相異之處
- 在劇中獨孤皇后仍在世時李淵四子已登場，李世民在楊廣登基時年僅6歲，李元霸在楊廣登基時亦只得5歲，李元吉更在獨孤皇后去世後才出生，因此劇中飾演李淵三個兒子的演員，都比史實年長。
- 史實陳叔明在隋文帝死後仍然在生，並在隋煬帝朝中效力。
- 劇中李靖早在隋文帝在生時已為李世民效力，但史實李靖到隋末才為李氏效力。
- 蘭陵公主在劇中為獨身及和虬髯客關係良好，但史載蘭陵公主早被隋文帝許配予柳述。蘭陵公主在劇中與煬帝關係良好，但史實蘭陵公主因婚姻問題而令煬帝討厭她。劇中蘭陵公主目睹其兄楊廣被宇文化及殺害，但史載蘭陵公主於煬帝登位初年鬱鬱而終。
- 劇中楊素因被刺激謀反為楊廣所殺，實際上楊素在楊廣登基後不久病死，後來因為楊玄感因起兵造反，楊廣下令挖掘楊素墳墓，以懲罰他教子無方。
- 劇中楊玄感為楊廣所殺，人頭被宇文述送到楊素面前，但歷史上楊素比楊玄感早死，而楊玄感在煬帝第三次親征高麗時，在蒲山郡公李密的策劃下起兵造反而被殺，揭開了隋末天下大亂的序幕。
- 劇中楊玄庭為楊玄感之弟、楊素之子，被宇文述派人殺死。史上楊玄感有弟楊玄挺；楊玄挺在楊玄感起兵失敗而死。
- 劇中李靖在瓦崗寨效力，但史書並無有關記載。
- 劇中秦瓊、徐世勣沒有顯露才華的機會，與史實出入甚大。
- 劇中宇文述及宇文化及在江都謀反殺害煬帝。但歷史上宇文述在煬帝死前已在江都病死，死前還請求煬帝照顧兒子宇文化及、宇文智及，宇文化及在宇文述死後兩年才謀反殺害煬帝。
- 史實長孫晟比劇中早死。
- 劇中宇文惠及的名字與史上宇文述有子化及、智及、士及雖屬於類似排列，但不多見。

## 軼事
- 本劇起用大量新演員，包括在電視小姐當選冠、亞軍的王綺琴和鄭艷鳳、歐瑞偉、回流香港的吳岱融（當時使用原名吳瑰岸），其中王綺琴、歐瑞偉更擔當主角。
- 秦煌在十年前佳視的《隋唐風雲》中，也是飾演程咬金，因此有人戲稱本劇是秦煌招牌作。
- 飾演程咬金之母的蘇杏璇，實際年齡比飾演程咬金的秦煌還要年輕三歲。
- 劉丹在十年前佳視的《隋唐風雲》中，飾演隋煬帝，因此本劇又是劉氏招牌作。
- 本劇武術指導之一唐佳亦有客串本劇。
- 本劇演員藍天拍攝期間開車外出時，在獅子山隧道撞車身亡，本劇是其遺作。
- 此剧虽相当受无线电视的重视，但故事因为不够煽情、过于沉闷等种种原因，而令部分观众放弃追看此剧。

## 製作特輯
- 《大運河》製作特輯(粵語) （页面存档备份，存于）

1. ↑  字幕顯示原名吳瑰岸